# Viking Lotto
Vikinglotto, u Danskoj poznat i kao Onsdags Lotto (Loto srijedom) ili Víkingalottó na Islandu, je udruga državnih lutrija Norveške, Švedske, Finske, Danske, Islanda i pribalitičkih zemalja (Litve, Latvije i Estonije). Osnovan je 1993. godine kao prvi takve vrste u Europi.
Izvlačenja dobitnih brojeva i kombinacija održavaju se svake srijede u sjedištu Norsk Tippinga, norveške državne lutrije, u Hamaru. Prodajna cijena srećke iznosi 1 euro u Litvi, a vrijednošću odgovara i u drugim državama gdje se održava. Više od polovice cijene srećke odlazi u nagradni fond lutrije. Najviša nagrada izražena je u eurima i vrijedi za sve članice, dok iznosi nižih nagradu ovise od državi ili upravnoj jedinici te države (županiji, općini, okrugu) i ne moraju biti izražene u eurima.
Prilikom popunjavanja srećke, igrač mora odabrati šest brojeva između 1 i 48 te složiti od njih određenu kombinaciju. Ako je pogodio svih šest izvučenih brojeva, igrač dobiva najvišu nagradu, dok se za manji broj pogođenih brojeva dijele i niže novčane nagrade. Na visoke novčane iznose neke države ubiru porez.
Po uzoru na Viking Lotto, kasnije su u drugim dijelovima Europe nastala su slična društva poput EuroMillionsa (Zapadna i Sjeverna Europa) i Eurojackpota (Srednja, Sjeverna i Južna Europa).

## Vanjske poveznice
- Danske Spil (danska lutrija) (dan.)
- Eesti Loto (estonska lutrija) (est.) (rus.)
- Íslensk Getspá/Getraunir (islandska lutrija) (isl.)
- Veikkaus (finska lutrija) (fin.) (šved.)
- Norsk Tipping (norveška lutrija) (norv.)
- Svenska Spel  Arhivirana inačica izvorne stranice od 3. travnja 2013. (Wayback Machine) (švedska lutrija) (šved.)
- Latvijas Loto (latvijska lutrija) (lat.) (rus.)
- Perlas (litavska lutrija) (lit.)